# Eislinse
Eine Eislinse ist eine Erhebung des Bodens, welche bei Frost und bindigem Grund auftritt.
Ursache dafür ist der Kapillareffekt, der es ermöglicht, Grundwasser aus bis zu 50 m Tiefe an die Frosteindringtiefe (in Deutschland im Winter zwischen 20 und 120 cm) zu transportieren. Das Wasser sammelt sich dort, gefriert und hebt den Boden. Da das Grundwasser ständig nachgeführt wird, werden die Eisansammlungen und die darüberliegenden Erhebungen immer größer.
Eine Gegenmaßnahme ist zum Beispiel das Benutzen von nicht bindigem Boden mit einer Gründung von 80 bis 120 cm.